# ستيفن كيني
ستيفن كيني (بالإنجليزية: Stephen Kenny)‏ هو مدرب كرة قدم ولاعب كرة قدم أيرلندي، ولد في 30 أكتوبر 1971 في دبلن في جمهورية أيرلندا. لعب مع هوم فارم ‏.

## وصلات خارجية
- ستيفن كيني على موقع الاتحاد الأوربي (الإنجليزية)
- ستيفن كيني على موقع قاعدة بيانات كرة القدم.إي يو (الإنجليزية)
- ستيفن كيني على موقع Soccerbase.com (مدرب) (الإنجليزية)
- ستيفن كيني على موقع Soccerway.com (الإنجليزية)
- ستيفن كيني على موقع عالم كرة القدم.نت (الإنجليزية)